# Понтремоли (Маса-Карара)
Понтремоли (итал. Pontremoli) је насеље у Италији у округу Маса-Карара, региону Тоскана.
Према процени из 2011. у насељу је живело 5208 становника. Насеље се налази на надморској висини од 245 м.

## Становништво
Према резултатима пописа становништва 2011. у општини је живело 7.633 становника.
| 1936.  | 1951.  | 1961.  | 1971.  | 1981.  | 1991. | 2001. | 2011. |
| ------ | ------ | ------ | ------ | ------ | ----- | ----- | ----- |
| 14.919 | 14.788 | 12.603 | 10.664 | 10.106 | 8.639 | 28    | 7.633 |

## Партнерски градови
- Тренчинске Тјеплице